# Communications Supplementary Activity

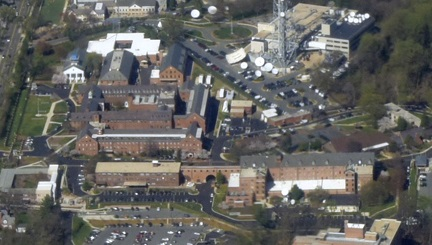
Luftaufnahme des Nebraska Avenue Complex (2016), im 2. Weltkrieg der Sitz der Communications Supplementary Activity.

Communications Supplementary Activity mit Sitz in Washington, D.C., kurz CSAW, war während des Zweiten Weltkriegs eine der wichtigsten kryptologischen Organisation innerhalb der United States Navy (US Navy), also der Teilstreitkraft Marine der Streitkräfte der Vereinigten Staaten von Amerika (USA). Es war Teil der 20th Division of the Office of Naval Communications, genannt Op-20-G.
Der unscheinbare Name, zu Deutsch etwa „Ergänzende Kommunikationsaktivität“ bedeutend, diente zweifellos auch zur Tarnung der hier durchgeführten – in Wirklichkeit kriegswichtigen – Aktivitäten. Innerhalb der US Navy wurde zumeist schlicht die Abkürzung CSAW benutzt und diese wie englisch see saw [siː sɔː] ausgesprochen. Im Übrigen bedeutet das englische Wort seesaw eine Wippe, somit auch ein hübsches Wortspiel.

## Geschichte
Sitz von CSAW, gelegentlich auch als Naval Communications bezeichnet, wurde im Kriegsjahr 1942 ein Gebäudekomplex an der Nebraska Avenue der amerikanischen Hauptstadt Washington. Er ist heute der Hauptsitz des U.S. Department of Homeland Security (DHS).
Im Gegensatz zum Gebäude des damaligen Navy Departments (Marineamts) in der Constitution Avenue sagte der Navy hier besser zu, dass es abseits von hohen Gebäuden auf einer Anhöhe mit direkter Sicht zum Pentagon, Fort Meade und anderen militärischen Einrichtungen lag. Das Anwesen beherbergte das Mount-Vernon-Seminar, eine hier 1875 gegründete Mädchenschule, einschließlich eines Schlafsaals, und eine angegliederte Sporthalle. Gegen Ende des Jahres 1942 wurde die Anlage für die Navy requiriert und sofort geeignet umgestaltet. Am 20. Juli 1943 erwarb es die Bundesregierung für 1,1 Millionen US-Dollar. Die Mädchenschule wich zunächst ins benachbarte Spring Valley aus und danach etwas weiter nach Süden zur Foxhall Road, wo es heute der Mount Vernon Campus der George Washington University ist.

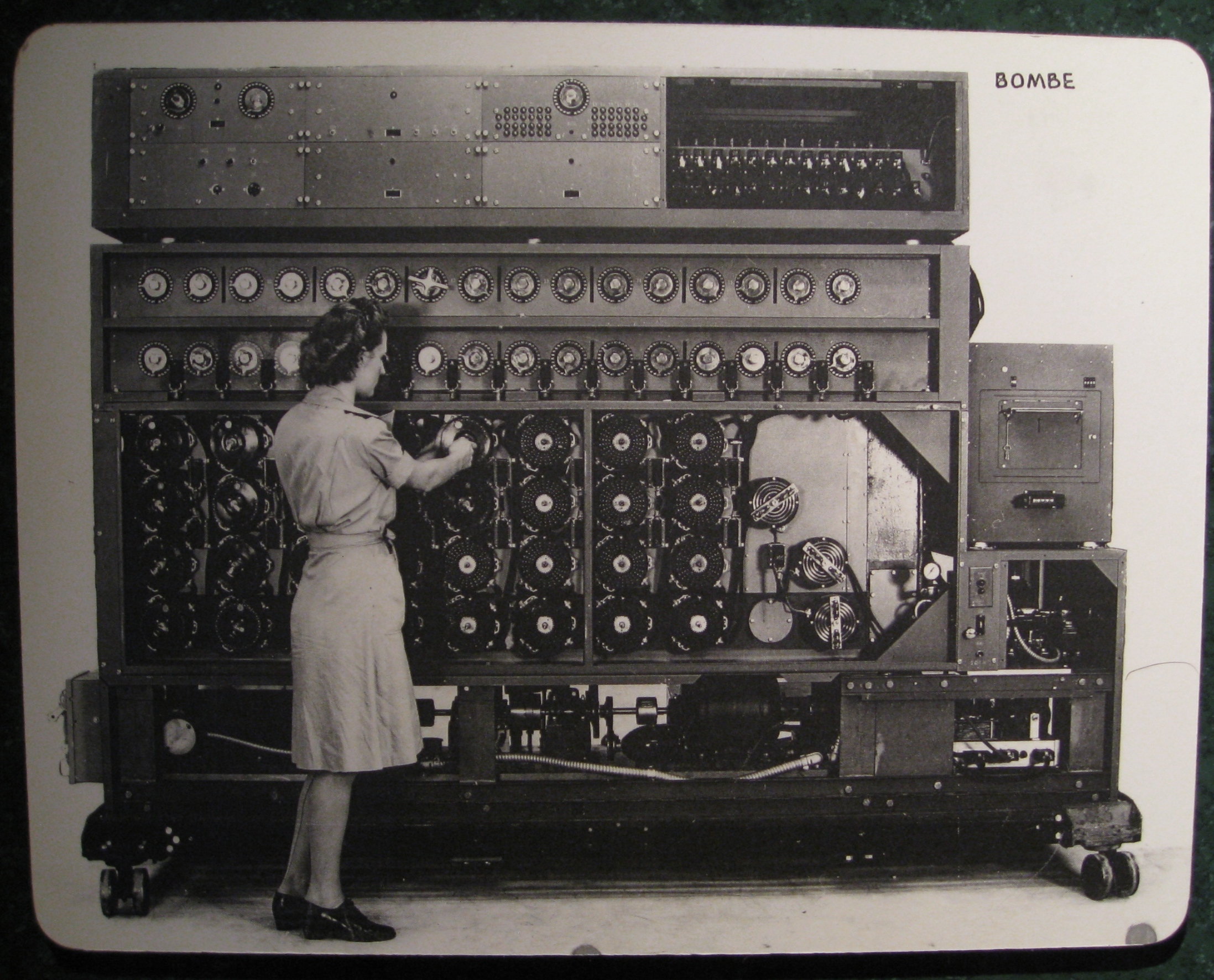
Eine WAVE bei der Bedienung einer Desch-Bombe, der amerikanischen Hochgeschwindigkeits-Version der britischen Turing-Bombe.

Der nun in starker Untertreibung als Naval Communications Annex („Marinekommunikations-Annex“) bezeichnete Gebäudeblock war schnell Zentrum wichtiger geheimdienstlicher Aktivitäten. Unter Leitung von Captain (später Rear Admiral) Joseph Wenger (1901–1970) war eines der wichtigsten Projekte die laufende Entzifferung der Enigma-Maschine, des Kryptosystems, das die deutsche Wehrmacht, insbesondere die Atlantik-U‑Boote der Kriegsmarine, zur Geheimhaltung ihrer Funksprüche nutzte.
Hierzu betrieb die Navy in nahezu industriellem Maßstab mehrere hundert Desch-Bombes, elektromechanische „Knackmaschinen“, mit deren Hilfe die geheimen deutschen Schlüssel ermittelt und die verschlüsselten Funktelegramme (FTs) „gelesen“ werden konnten. Bedient wurden die Bombes durch Frauen der United States Naval Reserve, bekannt als WAVES (Women Accepted for Volunteer Emergency Service, „Frauen akzeptiert zum freiwilligen Notdienst“). Die voluminösen Bombes, etwa zwei Meter hoch und drei Meter breit, wurden im United States Naval Computing Machine Laboratory (NCML), „Labor für Rechenmaschinen“ der US Navy, in Dayton (Ohio) produziert und ins Naval Communications Annex gebracht.
Im Februar 1944 waren hier fast dreitausend WAVES stationiert, die alle zur strengsten Verschwiegenheit verpflichtet worden waren. Ein Durchlauf der Hochgeschwindigkeits-Bombe dauerte etwa zwanzig Minuten. Die WAVE zeigte das Ergebnisprotokoll ihrem Vorgesetzten zur Überprüfung. Die gesammelten und verifizierten Ergebnisse wurden anschließend per Rohrpost an die Kryptoanalytiker ins Nachbargebäude geschickt. Spätestens im Mai 1944 hatten die Alliierten die deutsche U‑Boot-Waffe vollständig besiegt, nicht zuletzt auch durch die Erfolge von CSAW bei der vollständigen Bloßlegung der deutschen Funksprüche.
Lange nach der bedingungslosen Kapitulation der Wehrmacht vom Mai 1945 wurden viele Geheimdienstorganisationen nach Fort Meade (Maryland) verlegt und dort im Jahr 1952 die heutige National Security Agency (NSA) gegründet, die sämtliche Aktivitäten bündelt. Dennoch verblieben einige Aktivitäten am alten Standort im Annex, der zunächst in Naval Security Station (NAVSECSTA) umbenannt wurde und schließlich seit 1998 als Nebraska Avenue Complex (NAC) bekannt ist.